# Campanula arvatica
Campanula arvatica är en klockväxtart som beskrevs av Mariano Lagasca y Segura. Campanula arvatica ingår i släktet blåklockor, och familjen klockväxter.

## Underarter
Arten delas in i följande underarter:
- C. a. adsurgens
- C. a. arvatica

## Bildgalleri

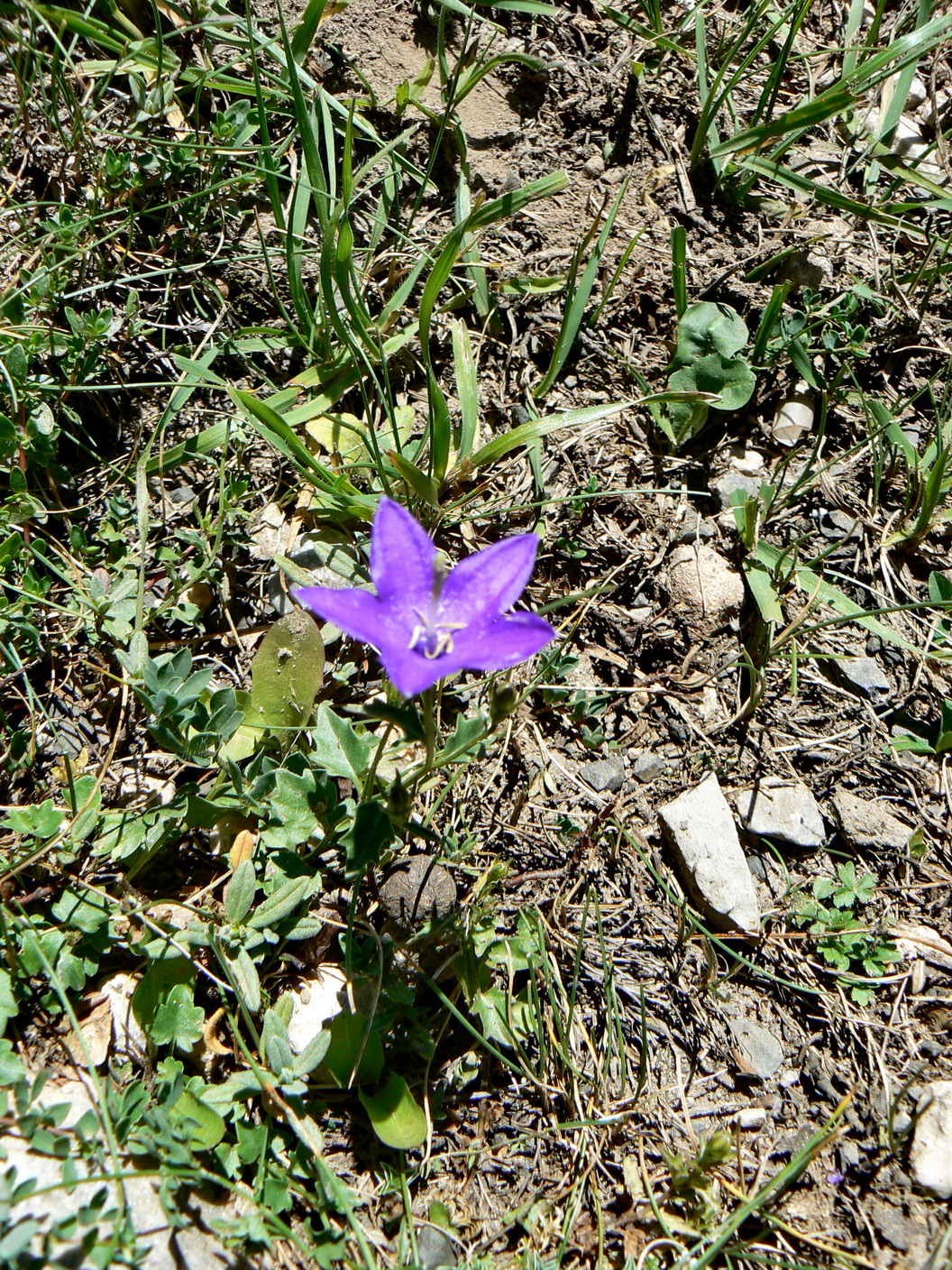
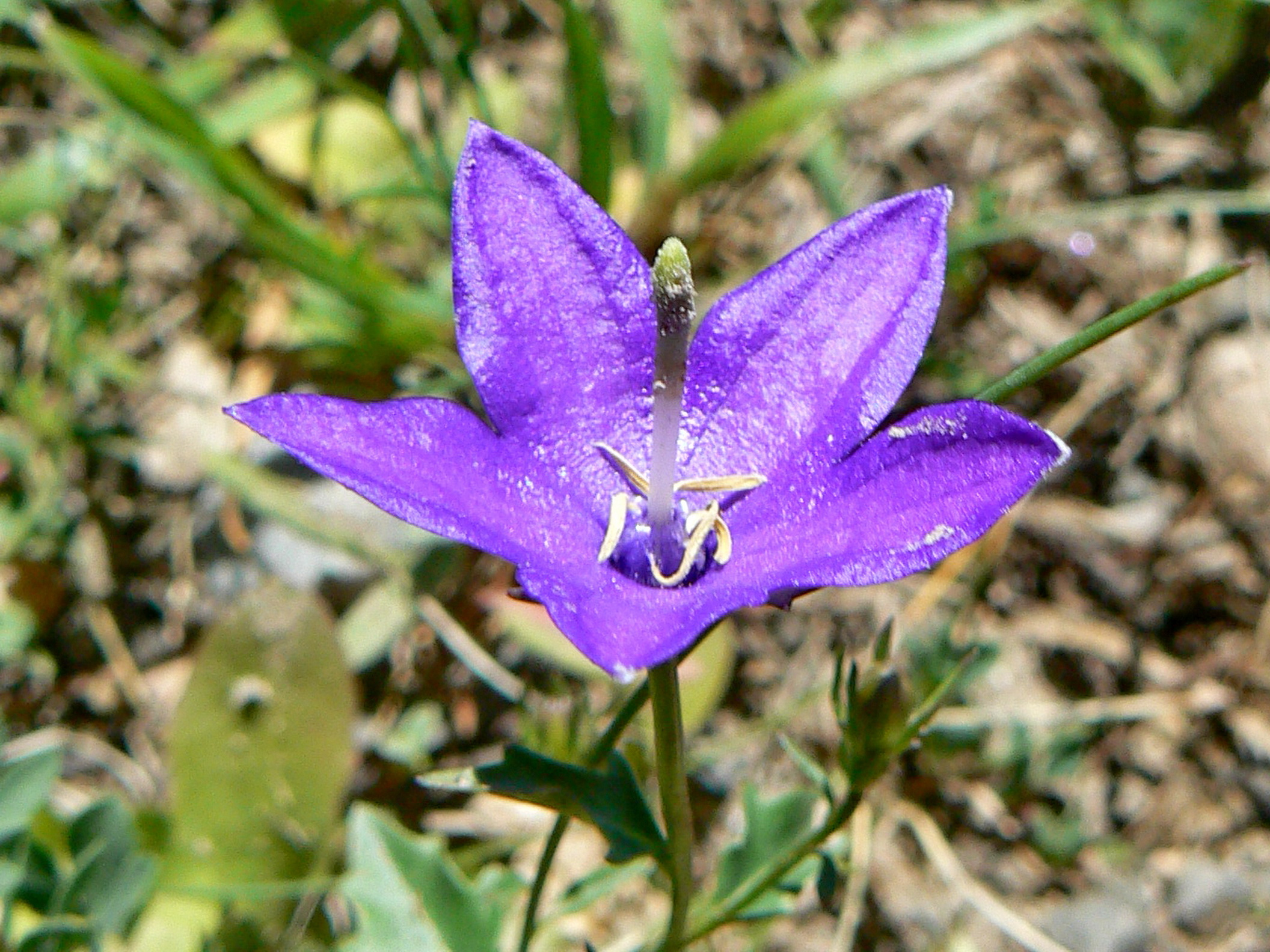
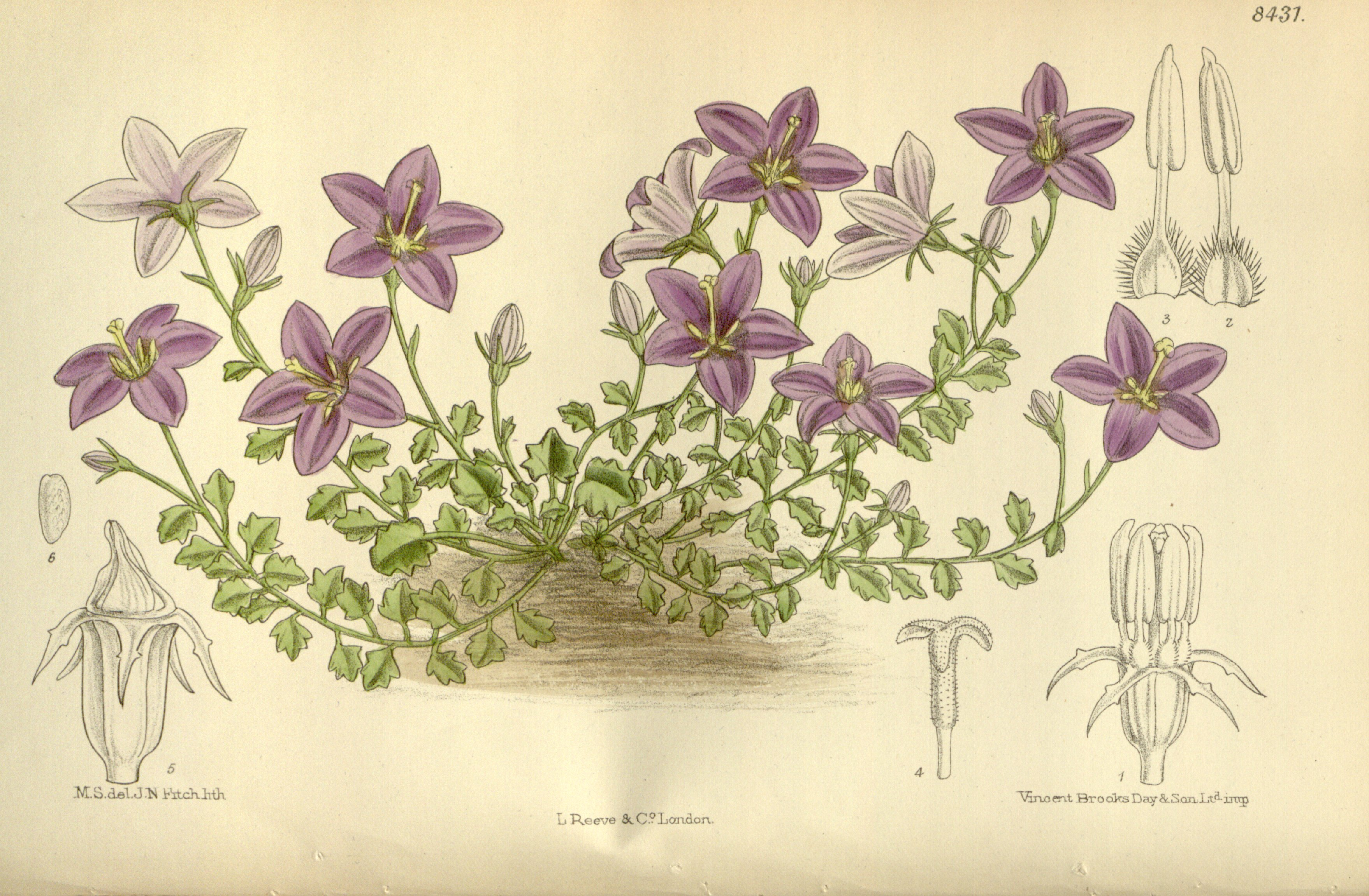